# مؤسسة اللحوم والألبان التركية
مؤسسة اللحوم والألبان التركية (الاسم المختصر: ESK) هي مؤسسة رسمية مقرها في أنقرة، تركيا. تابعة لوزارة الزراعة والغابات في جمهورية تركيا.
المؤسسة، التي تأسست في 1 أكتوبر 1952 باسم مؤسسة اللحوم والأسماك من أجل تطوير الثروة الحيوانية والسمكية في تركيا، أنجزت و بدأت نشاطها الأول مع إنشاء مجمع لحوم أرضروم، الذي بدأ العمل به في عام 1953. أصبحت مؤسسة اللحوم والأسماك، التي تم تحديد رأسمالها التأسيسي 40 مليون ليرة تركية في عام (1952)، تعتبر أكبر منشأة لإنتاج اللحوم في تركيا مع أكثر من 30 مؤسسة إنتاج مختلفة ". على الرغم من تحويلها إلى دولة جديدة، فقد أعيدت إلى وضعها السابق في 26 أغسطس 2005. خلال هذه الفترة، تم إغلاق ثلاثة أماكن عمل تابعة للمؤسسة، وتم نقل خمسة أماكن عمل إلى القيادة العامة لقوات الدرك التركية، وجامعة 19 مايس وبلديتين محليتين، وتم بيع وخصخصة 18 موقع عمل، وبقيت 8 مواقع عمل تابعة للمؤسسة.
مؤسسة اللحوم والأسماك؛ شراء الحيوانات الحية ومعالجتها بعد الذبح وتجهيزها للبيع وطرحها في السوق. يمكن لبنك البحرين والكهرباء، الذي تبلغ طاقته الإنتاجية من اللحوم 320 طنًا يوميًا وأكثر من 80 ألف طن سنويًا، استخدام ما يقرب من ربع طاقته. تم تحديد العدد الإجمالي للأفراد، والذي كان 6086 في عام 1992، على أنه 1184 في نهاية عام 2004. 
لدى المؤسسة مشروعان باسم تار-ميت (وزارة الزراعة والشؤون الريفية، وتعاونيات الائتمان الزراعي، ومؤسسة اللحوم والأسماك، ومشروع الثروة الحيوانية المتعاقد عليها في شرق وجنوب شرق الأناضول) ومشروع لحوم الصويا.
وهي تستخدم اسم مؤسسة اللحوم والألبان منذ 3 مايو 2013.